# Cynortula cingulata
Cynortula cingulata is een hooiwagen uit de familie Cosmetidae.